# Sphenorhina albifascia
Sphenorhina albifascia är en insektsart som beskrevs av Walker 1858. Sphenorhina albifascia ingår i släktet Sphenorhina och familjen spottstritar. Inga underarter finns listade i Catalogue of Life.